# Morpheus (jeu vidéo, 1998)
Pour les articles homonymes, voir Morpheus.
Morpheus est un jeu vidéo de type first-person adventure développé par Soap Bubble Productions et édité par Piranha Interactive Publishing, sorti en 1998 sur Windows et Mac.

## Accueil

### Ventes
Le jeu s'est particulièrement bien vendu en Espagne où il s'est écoulé à plus de 50 000 exemplaires.